# Коваленко Амфілофій Олексійович
Амфілофій Олексійович Коваленко (? — ?) — український радянський діяч, міністр меблевої промисловості і столярних виробів Української РСР.

## Біографія
Член ВКП(б).
У 1944 — червні 1946 року — голова організаційного бюро Укркоопромлісоспілки.
На 1946 — серпень 1949 року — керуючий тресту «Укрдерев» Міністерства лісової промисловості Української РСР. З січня 1947 року — член колегії Міністерства лісової промисловості Української РСР.
19 серпня 1949 — липень (оф. грудень) 1952 року — міністр меблевої промисловості і столярних виробів Української РСР.
Подальша доля невідома.

## Нагороди
- орден Трудового Червоного Прапора (23.01.1948)
- ордени
- медалі